# 乳清酸镁
乳清酸镁（英語：Magnesium orotate）是乳清酸的镁盐，是一种矿物质补充剂，可用于治疗细胞外低血鎂症，以及减轻镁的消耗，通过乳清酸提供结合位点，抑制三磷酸腺苷的结合。